# Popovice (okres Uherské Hradiště)
Obec Popovice se nachází v okrese Uherské Hradiště ve Zlínském kraji. Žije zde přibližně 1 000 obyvatel.

## Název
Na vesnici bylo přeneseno původní označením jejích obyvatel popovici – "lidé náležející popovi" (pop bylo ve staré češtině označení pro nižšího kněze či kněze obecně). Protože existovalo i osobní jméno Pop, není jisté, že označení obyvatel a vsi se odvinulo od poddanství církvi.

## Historie
První písemná zmínka o obci pochází z roku 1220. Popovice byly z počátku dvojí, rozděleny byly na Dolní a Horní Popovice. Dnešní Popovice pochází z Horních Popovic.

## Pamětihodnosti
- Kostel Panny Marie Růžencové
- Kaplička svatého Ducha na polní cestě do Hradčovic

## Galerie

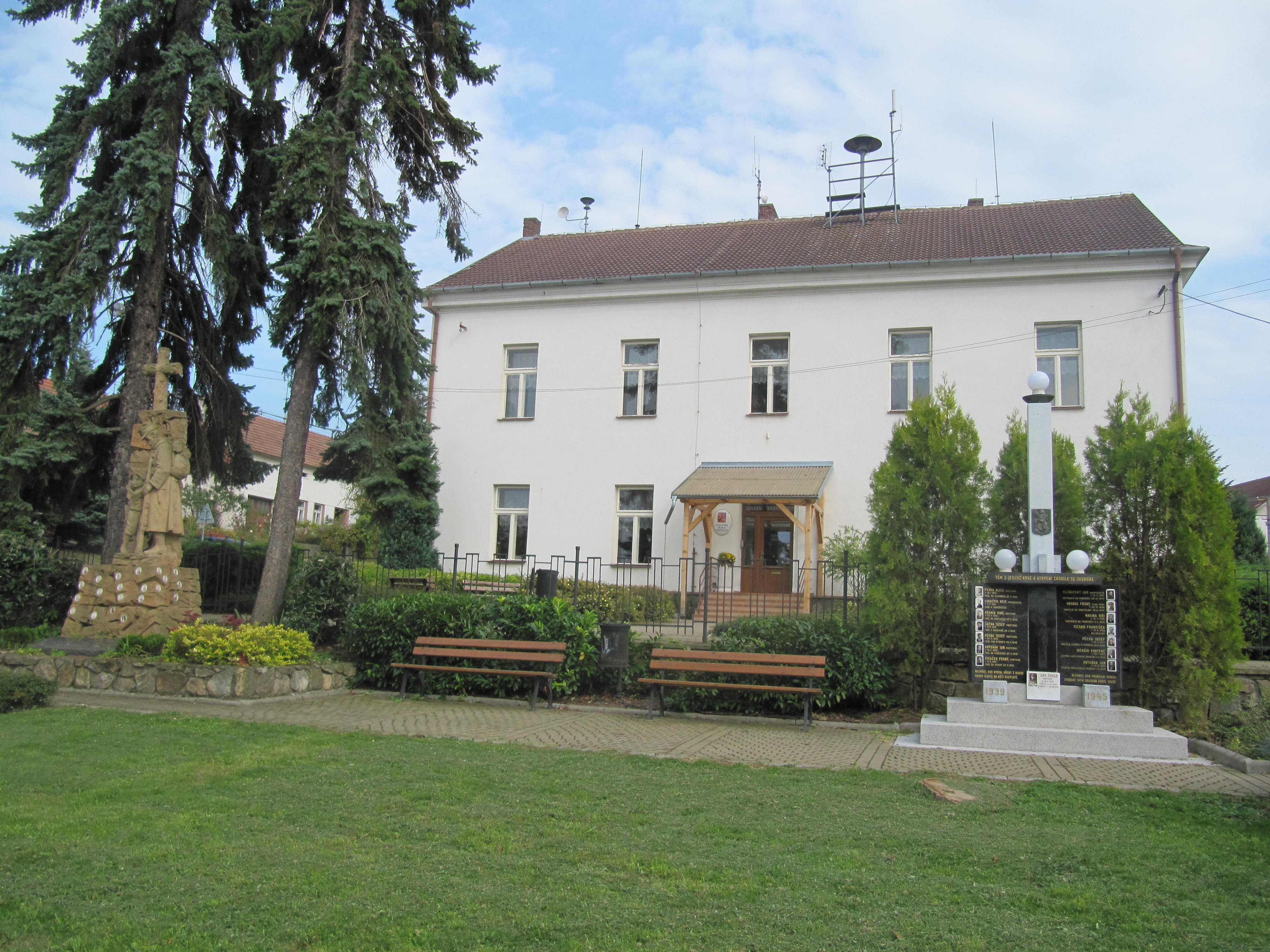
Škola a pomníky padlým ve světových válkách
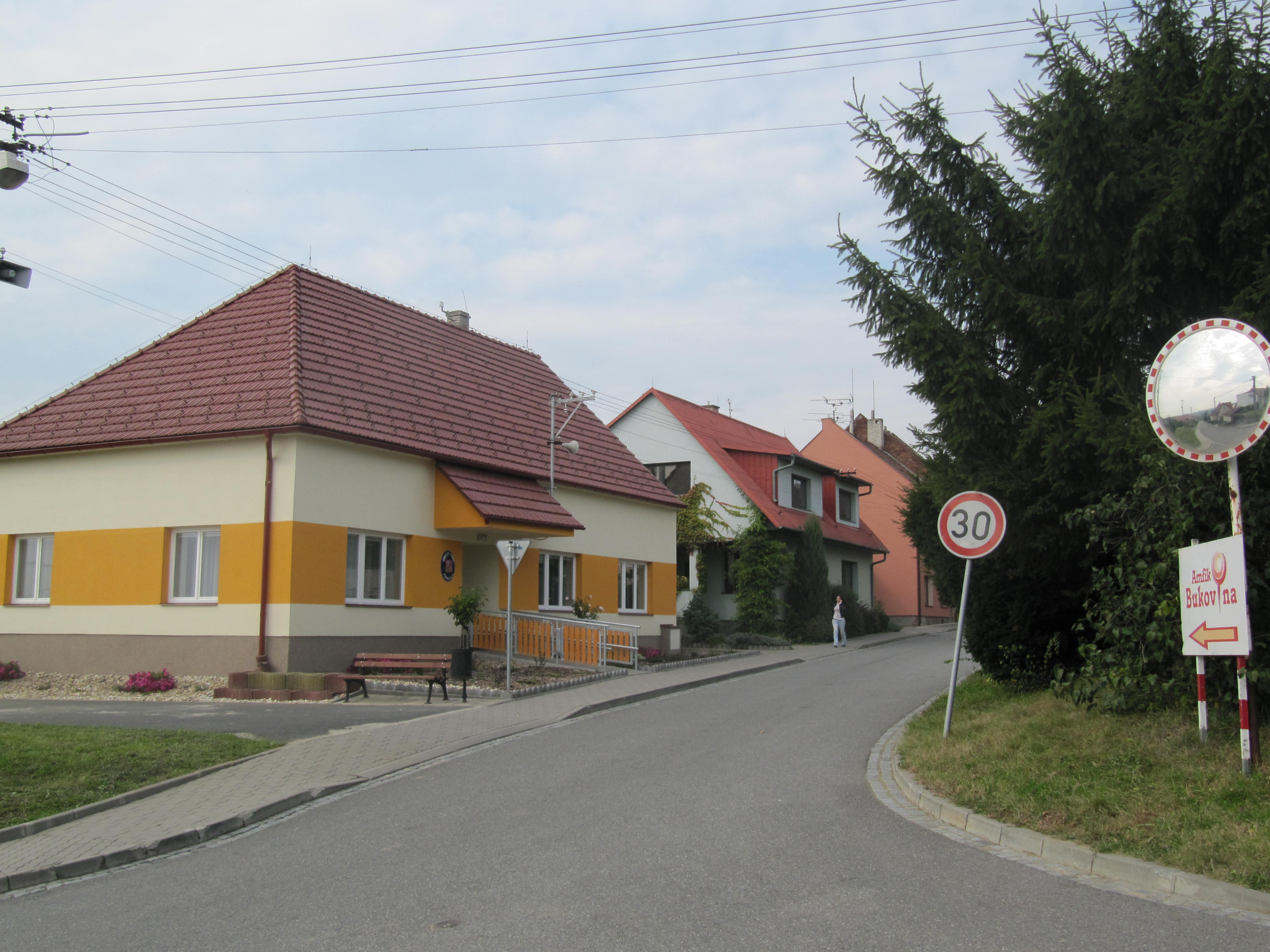
Obecní úřad
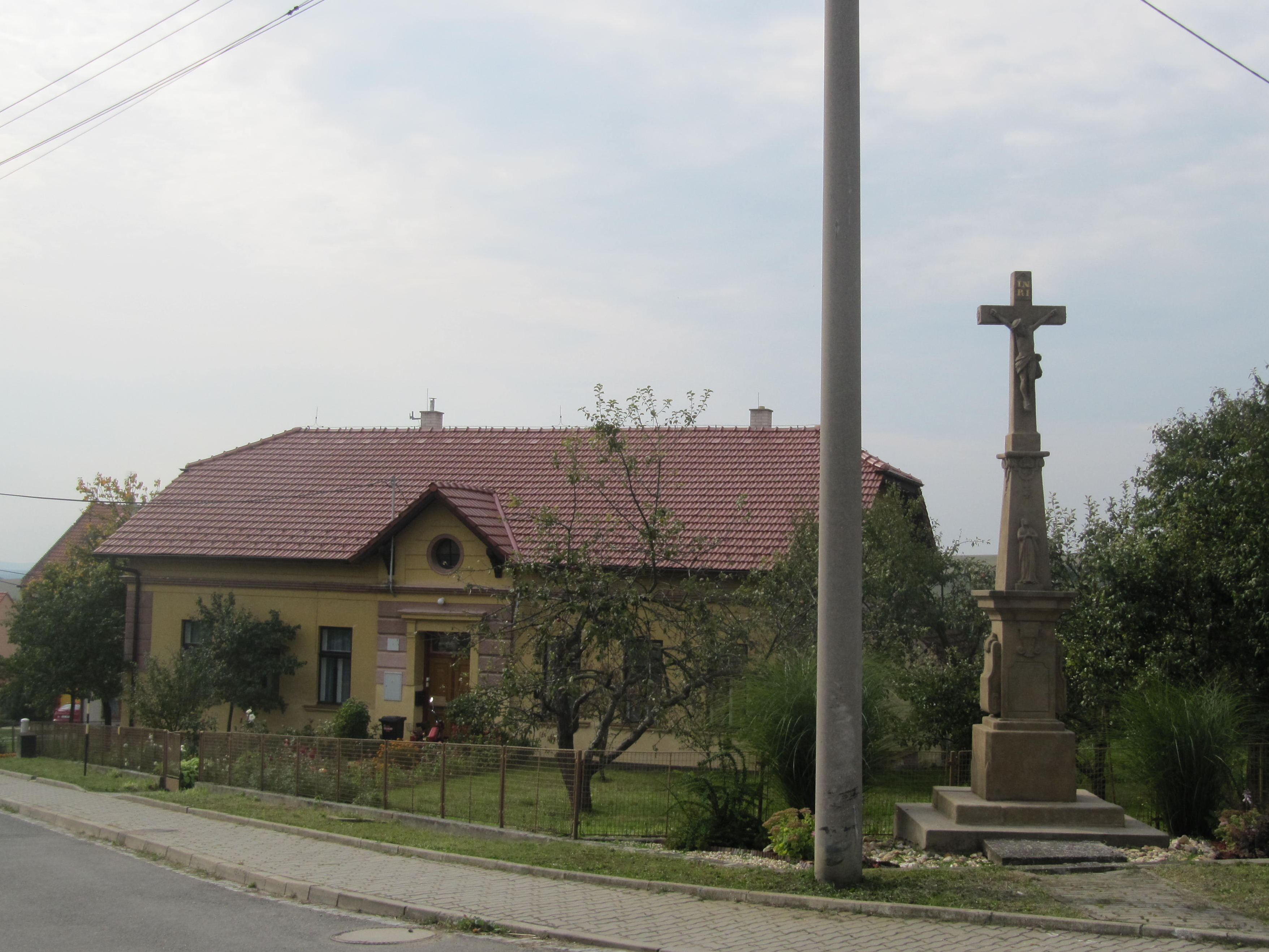
Kříž
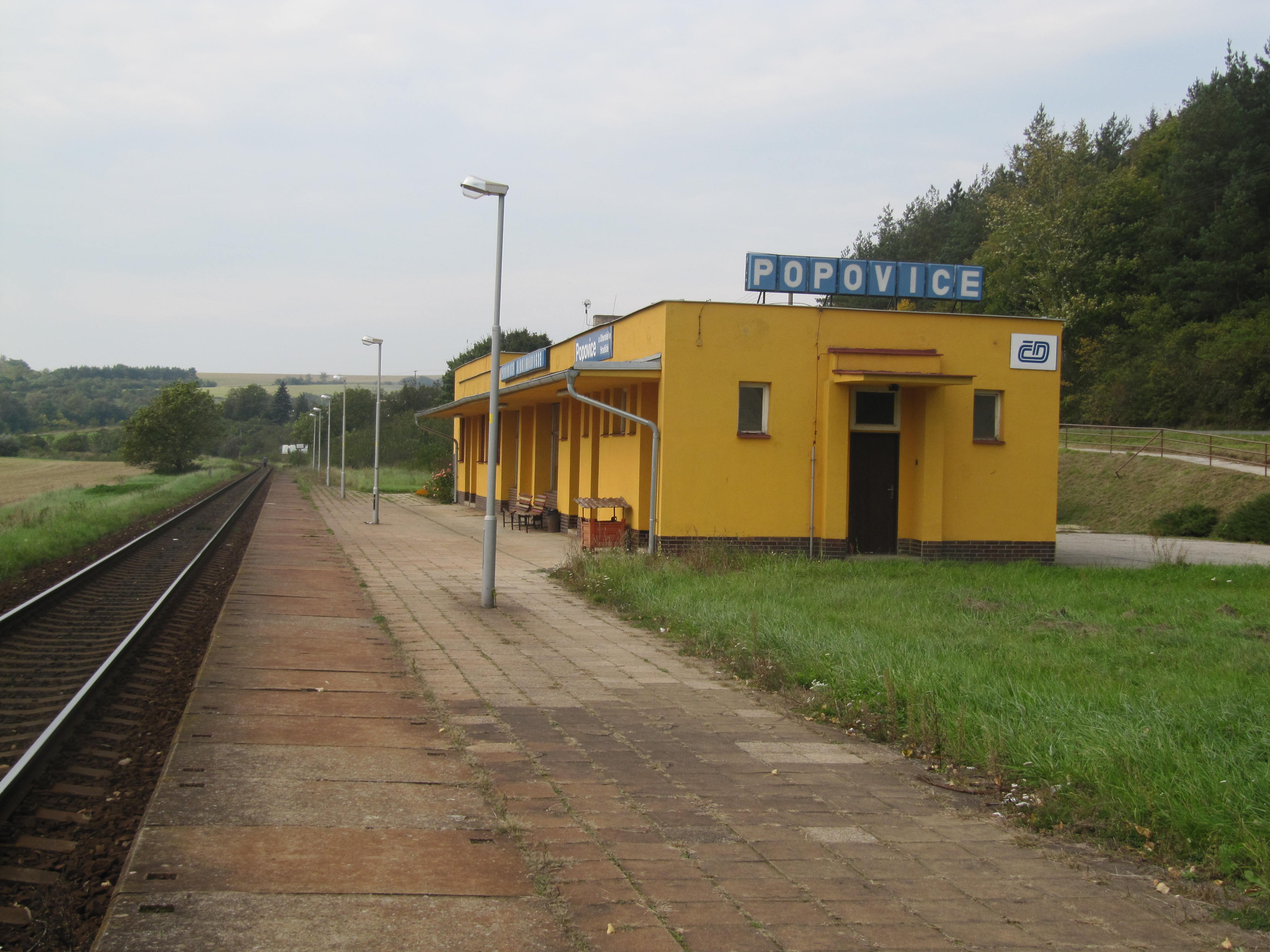
Železniční zastávka